# Parahernandria spinosa
Espèce
Synonymes
- Hernandria spinosa Banks, 1909

Parahernandria spinosa est une espèce d'opilions laniatores de la famille des Ampycidae.

## Distribution
Cette espèce est endémique de la province de San José au Costa Rica. Elle se rencontre vers Santa María.

## Description
L'holotype mesure 5 mm.

## Systématique et taxinomie
Cette espèce a été décrite sous le protonyme Hernandria spinosa par Banks en 1909. Elle est placée dans le genre Parahernandria par Kury et Alonso-Zarazaga en 2011.

## Publication originale
- Banks, 1909 : « Arachnida from Costa Rica. » Proceedings of the Academy of Natural Sciences of Philadelphia, vol. 61, no 2, p. 194-234 (texte intégral).